# أكاديمية القوات الجوية التركية
أكاديمية القوات الجوية التركية (TuAFA) (بالتركية: Hava Harp Okulu) هي أكاديمية عسكرية تعليمية مختلطة مدتها أربع سنوات وتقع في مدينة اسطنبول ، تركيا. وهي جزء من جامعة الدفاع الوطني. إنها المورد البشري الرئيسي لقيادة القوات الجوية التركية.
تأسست عام 1951 ، لتحل محل مدرسة طيران الجيش ، بتفويض لتدريب ضباط القوات الجوية التركية. توفر الأكاديمية تعليمًا هندسيًا لطلاب سلاح الجو من تركيا بالإضافة إلى عدد من البلدان الأخرى ، وتعدهم لشغل وظائف في القوات الجوية الخاصة بهم. الأكاديمية معترف بها من قبل المجلس التركي للتعليم العالي ، كجامعة معتمدة لمنح شهادات الهندسة. لا ينبغي الخلط بينه وبين الكلية الحربية الجوية.
منذ عام 1992 ، قبلت الأكاديمية الطالبات وطالبات الدول الحليفة للتسجيل. قبول الطلاب العسكريين ليس فقط من تركيا ، ولكن أيضًا من جميع أنحاء العالم يجعل هذه الكلية غير عادية للغاية.

## أهداف
الهدف من الأكاديمية هو تخريج ضباط لديهم ؛
- الصفات المطلوبة في الجندي
- مهارات القيادة والإدارة والقيادة
- المعرفة العسكرية والعامة
- الشخصية المتطورة معنويا وعقليا
- الكفاءة البدنية المطلوبة لظروف الطيران

من خلال قيمها الأساسية، تسعى الكلية إلى تطوير نزاهة المرشحين الضباط وشجاعتهم وشرفهم.

## وصلات خارجية
موقع الأكاديمية الرسمي